# De charmante chirurg
De charmante chirurg is een stripverhaal uit de reeks van Suske en Wiske. Het werd uitgebracht op 17 september 2016. Een belangrijk deel van de opbrengst ging naar SOS Kinderdorpen.

## Personages
In dit verhaal spelen de volgende personages mee:
- Suske, Wiske, Schanulleke, Lambik, Jerom, tante Sidonia, professor Barabas, Krimson, Achiel, werknemers, dokter Schoenmakers, zusters, gasten restaurant, date tante Sidonia, vrouwen in de sportschool, medewerkers modewinkel, actrice reclamefilm

## Locaties
Dit verhaal speelt zich af op de volgende locaties:
- kantoor van Krimson, huis van tante Sidonia, Heuvelmans kliniek, modewinkel, studio, het huis en laboratorium van professor Barabas

## Uitvindingen
In dit verhaal spelen de volgende uitvindingen mee:
- de teletijdmachine

## Verhaal
Krimson is gezakt naar de 124ste plaats in de Crime-500 en geeft Suske en Wiske hiervan de schuld. Krimson is echter bezig met een spionagecomputerprogramma en Achiel verwacht dat hiermee de eerste plaats bereikt kan worden. Krimson kan alles volgen via smartphones, tv's, webcams, ovens en andere apparaten. Krimson laat werknemers de gang van zaken van de vrienden volgen. Wiske neemt veel selvies en Lambik zoekt naar haargroeimiddelen, vermageringstabletten en spierversterkers. Tante Sidonia zoekt naar anti-verouderingscrème en neuscorrecties. Krimson besluit gebruik te maken van de kwetsbaarheid van tante Sidonia en Lambik; ze zijn niet tevreden met zichzelf. Krimson laat twee brochures verzenden en opent een fles dure champagne.
Tante Sidonia en Lambik bezoeken na het lezen van de brochures beide de Heuvelmans kliniek en veranderen hun uiterlijk behoorlijk. Tante Sidonia heeft een date en Lambik bezoekt liever een sportschool dan de bioscoop, want daar kan hij naar mooie vrouwen kijken op de loopband. Ze hebben geen tijd meer voor Suske en Wiske. Wiske vertrouwt de gang van zaken niet en volgt tante Sidonia naar de Heuvelmans kliniek. Dokter Schoenmaker wil een complete make-over uitvoeren op Lambik en tante Sidonia. Ze zijn daarna alleen nog met zichzelf bezig. Tante Sidonia is te vinden in een modewinkel en Lambik speelt een rol in een reclamefilm. Wiske is het beu en besluit de volgende keer mee te gaan naar de Heuvelmans kliniek.
Krimson blijkt een masker te dragen, hij is dokter Heuvelmans en hij is gereed om zijn spionagecomputerprogramma uit te rollen. Hij beschikt dan over alle bankrekeningen, kluiscombinaties en computergestuurde wapens. Ook kan hij met wachtwoorden en de zwakke punten van politici de wereldleiders laten doen wat hij wil. Wiske heeft alles gehoord en samen met Suske wil ze tante Sidonia en Lambik in veiligheid brengen. Ze proberen Krimsons plannen te stoppen en er ontstaat een gevecht in de computerkamer. Tante Sidonia schakelt de stroom uit en de plannen van Krimson mislukken. Tante Sidonia en Lambik hebben berouw, ze vinden dat ze te weinig tijd voor de kinderen hebben gehad en te veel aan hun eigen uiterlijk hebben gedacht.
Professor Barabas wil tante Sidonia en Lambik transformeren met behulp van hun DNA en de teletijdmachine. Later genieten de vrienden van een barbecue. Lambik en tante Sidonia hebben hun oude uiterlijk terug en het is erg gezellig.